# Maciste
Maciste ist eine vom italienischen Dichter und Schriftsteller Gabriele D’Annunzio erfundene Heldengestalt mit herkulischen Kräften aus der Geschichte Karthagos.
Im Film wurde sie erstmals in Giovanni Pastrones Monumentalfilmklassiker Cabiria (1914) von Bartolomeo Pagano verkörpert. 
Eine Wiederbelebung erfuhr die Figur des Maciste in den sogenannten Sandalenfilmen der 1960er Jahre. Dabei eilte Maciste bedrängten Menschen auch in geografisch und historisch weit entfernten Räumen zu Hilfe. In den deutschsprachigen Fassungen verlor er mehrfach seine Identität, da der Verleih einen Titel ohne den Namen wählte.
Die Filmreihe Maciste aus den Jahren 1915 bis 1927 trägt nur den Namen des Helden. Es handelt sich dabei um Filme im Gangstermilieu des frühen 20. Jahrhunderts. Es wurde nach dem Erfolg von Cabiria mit Pagano als namenführenden Helden versucht diesen Erfolg mit der Weiternutzung des Namens zu generieren.

## Filme
In Klammer ist der Darsteller aufgeführt.
- 1914: Cabiria (Cabiria) (Bartolomeo Pagano)
- 1960: Maciste, der Rächer der Pharaonen (Maciste nella valle dei re) (Mark Forest)
- 1961: Maciste und die Königin der Nacht (Maciste, l’uomo più forte del mondo) (Mark Forest)
- 1961: Maciste, der Sohn des Herkules (Maciste nella terra dei ciclopi) (Gordon Mitchell)
- 1961: Macistes größtes Abenteuer (Maciste contro il vampiro) (Gordon Scott)
- 1961: Maciste besiegt die Feuerteufel (Il trionfo di Maciste) (Kirk Morris)
- 1961: Maciste in der Gewalt des Tyrannen (Maciste alla corte del Gran Khan) (Gordon Scott)
- 1961: Maciste contro Ercole nella valle dei guai (Kirk Morris)
- 1962: Totò contro Maciste (Samson Burke)
- 1962: Die gewaltigen Sieben  (Mark Forest) (Maciste, il gladiatore piu forte del mondo)
- 1962: Maciste, der Rächer der Verdammten (Maciste all’inferno) (Kirk Morris)
- 1962: Maciste im Kampf mit dem Piratenkönig (Maciste contro lo sceicco) (Ed Fury)
- 1962: Germanicus in der Unterwelt (Maciste contro i mostri) (Reg Lewis)
- 1963: Maciste gegen die Kopfjäger (Maciste contro i cacciatori di teste) (Kirk Morris)
- 1963: Der Stärkste unter der Sonne (Maciste, l’eroe piu grande del mondo) (Mark Forest)
- 1963: Zorro gegen Maciste – Kampf der Unbesiegbaren (Zorro contro Maciste) (Alan Steel)
- 1963: Höllenhunde des Dschingis Khan (Maciste contro i mongoli) (Mark Forest)
- 1964: Die letzte Schlacht des Dschingis Khan (Maciste nell’inferno di Gengis Khan) (Mark Forest)
- 1964: Marco – der Unbezwingbare (Maciste alla corte dello zar) (Kirk Morris)
- 1964: Maciste, der Held von Sparta (Maciste, gladiatore di Sparta) (Mark Forest)
- 1964: Maciste im Reich von König Salomon (Maciste nelle miniere de re Salomone) (Reg Park)
- 1964: Maciste e la regina de Samar (Alan Steel)
- 1964: La valle dell’eco tonante (Kirk Morris)
- 1964: Die Stunde der harten Männer (Ercole, Sansone, Maciste e Ursus: gli invincibili) (Renato Rossini)
- 1964: Der Untergang des Leopardenreiches (Gli invicibili fratelli Maciste) (Richard Lloyd)
- 1965: Rächer der Mayas (Maciste il vendicatore dei Mayas) (Kirk Morris)
- 1973: Maciste contre la reine des Amazones (Wal Davis)
- 1973: Les Exploits érotique de Maciste dans l’Atlantide (Wal Davis)

## Filmdokumentation
- Kino kolossal – Hercules, Maciste & Co. Dokumentarfilm von Hans-Jürgen Panitz, Deutschland/Schweiz 2000, 60 Minuten